# بولشوي بولدينو (نيزنيج نوفغورود)
بولشوي بولدينو (بالروسية: Большое Болдино) هي مدينة في مقاطعة نيجني نوفغورود أوبلاست في روسيا.